# 蒂瓦索薩
蒂瓦索薩是哥倫比亞的城鎮，位於該國東北部，由博亞卡省負責管轄，始建於1778年12月19日，面積95平方公里，海拔高度2,712米，主要經濟活動有農業和畜牧業，2005年人口12,463。
5°50′N 72°58′W / 5.833°N 72.967°W